# Dodécaèdre tronqué métabiaugmenté
Pour les articles homonymes, voir J70.
Le dodécaèdre tronqué métabiaugmenté est un polyèdre faisant partie des solides de Johnson (J70). Comme le nom l'indique, il peut être construit en augmentant un dodécaèdre tronqué sur deux faces décagonales adjacente à la face opposée de la première, par deux coupoles décagonales  (J5).  
Les 92 solides de Johnson ont été nommés et décrits par Norman Johnson en 1966.